# Blepharita deluccai
Blepharita deluccai är en fjärilsart som beskrevs av Emilio Berio 1976. Blepharita deluccai ingår i släktet Blepharita och familjen nattflyn. Inga underarter finns listade i Catalogue of Life.